# Macross Frontier
Macross Frontier (マクロスF?, Makurosu F (Furontia)) è una serie televisiva anime del franchise di Macross. L'opera, la seconda della saga ad essere realizzata dallo studio Satelight, celebra il 25º anno della serie originale degli anni 1982-1983, di cui sia la trama che il character design di alcuni personaggi di Frontier contengono citazioni e riferimenti. Il solo primo episodio è stato trasmesso in anteprima il 23 dicembre 2007, mentre la serie è poi andata in onda integralmente dal 3 aprile 2008. Nell'autunno 2009 è stato distribuito nei cinema giapponesi un film di animazione, che riassume la serie e contiene anche materiale inedito, dal titolo Gekijō-ban Macross Frontier ~Itsuwari no Utahime, pubblicato poi in edizione home video su supporto Blu-ray Disc nell'ottobre 2010.

## Trama
La serie è ambientata nell'anno 2059, 47 anni dopo la fine della serie originale, 19 anni dopo gli eventi narrati in Macross Plus e 12 anni dopo quelli narrati in Macross 7.
Narra delle avventure della 25ª flotta coloniale, chiamata appunto Macross Frontier, che si sta dirigendo verso il centro della galassia, con una popolazione mista di umani e zentradi composta da circa 10 milioni di coloni. Durante una missione di ricognizione in un campo di asteroidi, un caccia viene distrutto da insettoidi meccanici alieni, veloci e potenti, chiamati Vajra. I militari della colonia e i soldati del gruppo paramilitare SMS che li accompagna con lo scopo di testare i prototipi delle nuove armi, si difendono usando i caccia ad assetto variabile, chiamati "Valkirie" e una nuova nave trasformabile, la Macross Quarter.
In questa situazione di guerra si innesta il triangolo amoroso tra Saotome Alto (un pilota diciassettenne ex attore di teatro Kabuki, divenuto pilota), Sheryl Nome (un'idol diciassettenne all'apice del successo) e Ranka Lee (studentessa quindicenne/sedicenne sorella adottiva del capitano di Alto, che durante l'anime inizierà una carriera come cantante, incoraggiata dalla stessa Sheryl).
Con l'evolversi della storia si scopre che i Vajra erano già noti, avendo già attaccato 11 anni prima una delle flotte di esplorazione (la 117ª), di cui Ranka Lee e Ozma Lee erano tra i pochi superstiti. Lo stesso attacco dei Vajra nei confronti delle flotta Frontier e Galaxy appare più come una macchinazione messa in atto da altre forze, per fini inizialmente sconosciuti.

## Personaggi

### Protagonisti
Alto Saotome (早乙女 有人?,  Saotome Aruto)
Doppiatore Yūichi Nakamura
Ex attore di teatro kabuki diciassettenne (il suo 18º compleanno sarà l'argomento principale di uno degli episodi), specializzato nei ruoli femminili (da cui il nomignolo Principessa con cui lo chiama Mikhail), figlio di un noto attore, decide di abbandonare il mondo dello spettacolo per cambiare vita (suscitando le ire del padre) e inizia a studiare come pilota. Dopo i primi edisodi entrerà a far parte della squadra dei Teschi della S.M.S.
Ranka Lee (ランカ・リー?, Ranka Rī)
Doppiatrice Megumi Nakajima
Di discendenza umana e zentradi (per un quarto), è una ragazza sedicenne che all'inizio della serie lavora come cameriera in un ristorante cinese. Dopo aver partecipato, senza vincere, al concorso di Miss Macross, spinta da Alto e Sheryl, riuscirà a iniziare una carriera da Idol. Soffre di amnesia dissociativa per quello che riguarda la sua infanzia, a causa dello shock avuto quando i Vajra hanno attaccato la flotta 11 anni prima. Ozma, che lei ritiene essere il fratello maggiore (senza apparentemente porsi domande sul fatto che lui appare completamente umano), era un semplice pilota durante l'attacco dei Vajra, che ha "adottato" Ranka come sorella quando tutti i familiari di questa sono morti durante l'attacco.
Sheryl Nome (シェリル・ノーム?, Sheriru Nōmu)
Doppiatrice Aya Endō, doppiatrice canto May'n
Cantante molto famosa tra le comunità umane e zentradi, nonostante la giovane età (17 anni), è nota come "Fata Galattica". Proviene dalla flotta di colonizzazione Galaxy, ed è sempre accompagnata dalla sua assistente cyborg Grace (che durante la serie si rivelerà essere molto di più di una semplice assistente). Nonostante la poca differenza di età, sia come comportamenti che come disegno, viene rappresentata molto più adulta di Ranka, e anche nelle sue battute ed esibizioni ci sono spesso ammiccamenti sexy.

### Accademia Mihoshi
Mikhail "Michael/Michel" Blanc (ミハエル・ブラン?, Mihaeru Buran)
Doppiatore Hiroshi Kamiya
Compagno di classe, migliore amico e rivale di Alto, Mikhail è un giovane molto determinato con la fama di playboy, cosa che fa diventare terribilmente gelosa Klan Klan, sua amica di infanzia segretamente innamorata di lui. È stato lui a coniare il soprannome "Alto-hime" (principessa Alto). Nonostante la giovane età, è secondo leuogotenente dei S.M.S. Skull Squadron e pilota un VF-25G blu. Nella serie televisiva muore, per salvare la vita di Klan Klan, a cui si era confessato poco prima.
Luca Angelloni (ルカ・アンジェローニ?, Ruka Anjerōni)
Doppiatore Jun Fukuyama
Membro degli S.M.S. Skull Squadron, pilota un RVF-25 verde ed è compagno di classe di Alto e Mikhail. Erede della multinazionale L.A.I. corporation, Luca è in grado di avere accesso a tecnologie sperimentali. Sembra essere in qualche misura coinvolto con i piani di Grace. È innamorato di Nanase, benché sino all'ultimo episodio non riuscirà mai a dichiararsi.
Nanase Matsuura (松浦 ナナセ?, Matsuura Nanase)
Doppiatrice Houko Kuwashima
Compagna di classe, collega sul lavoro al ristorante e migliore amica di Ranka Lee, Nanase sembra nutrire nei confronti dell'amica un sentimento anche più profondo dell'amicizia. Per un certo periodo, insieme a Ranka, è l'unica a conoscere l'esistenza di Ai-kun. Verrà colpita duramente durante gli scontri che avvengono negli ultimi episodi della serie televisiva, e riaprirà gli occhi solo nell'ultimo episodio.

### Private Military Provider S.M.S. (Strategic Military Services)
Ozma Lee (オズマ・リー?, Ozuma Rī)
Doppiatore Katsuyuki Konishi
Ex militare e ora pilota leader dello squadrone Teschi del gruppo privato S.M.S.. Dopo la morte dei familiari ha preso con sé Ranka, sentendosi in obbligo di proteggerla, non essendo riuscito a farlo 11 anni prima, durante il primo attacco dei Vajra. In passato aveva avuto una relazione con Cathy Glass, ufficiale dell'esercito e figlia del presidente delle Nazioni Unite, con cui è rimasto in buoni rapporti. In diversi episodi (2 e 15) guida quella che sembra essere una Lancia Delta integrale, con aerografato sul tetto lo stemma della squadriglia dei Teschi. In alcuni episodi ascolta la musica dei Fire Bomber, il gruppo fittizio protagonista di Macross 7.
Canaria Berstein (カナリア・ベルシュタイン?, Kanaria Berushutain)
Doppiatrice Hōko Kuwashima
Primo luogotenente degli S.M.S. e pilota del VB-6 König Monster, Canaria è anche medico di bordo. È sposata ed ha un figlio piccolo di nome Eddie.
Klan Klan (クラン・クラン?, Kuran Kuran)
Doppiatrice Megumi Toyoguchi
Giovane zentradi dai capelli blu, comandante dello squadrone femminile S.M.S. Pixie Squadron (composto da lei, Nene e Raramia), Klan Klan è un'amica di infanzia di Mikhail di cui è sempre stata innamorata. A causa di un'anomalia genetica, quando viene micronizzata (il processo con il quale i giganteschi zentradi vengono "ridotti" ad altezza umana) assume l'aspetto di una ragazzina, cosa che la rende oggetto dello scherno di Mikhail.
Jeffrey Wilder (ジェフリー・ワイルダー?, Jefurī Wairudā)
Doppiatore Tōru Ōkawa
Capitano del SMS Macross Quarter, e comandante sul campo, il colonnello Jeffrey Wilder è un attempato veterano amato e rispettato da tutti i suoi subordinati. Lui ed il suo equipaggio avranno un ruolo fondamentale nello smascherare il coinvolgimento di Leon nell'omicidio del presidente Glass, e la sua battaglia contro i veri nemici, i cospiratori a bordo di Macross Frontier sarà decisiva per ripristinare la pace fra la razza umana e gli alieni vajira.
Bobby Margot (ボビー・マルゴ?, Bobī Marugo)
Doppiatore Kenta Miyake
Esperto timoniere dell'astronave madre degli S.M.S., la SMS Macross Quarter, Bobby Margot è per sua stessa ammissione, "una ragazza dentro". Oltre alla sua attività militare, Bobby Margot è anche un esperto truccatore ed acconciatore. Apertamente omosessuale, non fa nulla per nascondere i propri sentimenti per Ozma Lee, benché sia cosciente che non potranno mai essere condivisi.
Monica Lange (モニカ・ラング?, Monika Rangu)
Doppiatrice: Rie Tanaka
Una delle tre operatrici sul ponte di comando di SMS Macross Quarter. Si scopre che è innamorata del capitano Wilder, che nel ventiquattresimo episodio rivelerà di ricambiare i suoi sentimenti.
Mina Roshan (ミーナ・ローシャン?, Mīna Rōshan)
Doppiatrice: Aya Hirano
Una delle tre operatrici sul ponte di comando di SMS Macross Quarter. Di origini indiane, è una ragazza molto intelligente.
Ram Hoa (ラム・ホア?, Ramu Hoa)
Doppiatrice: Kaori Fukuhara
Una delle tre operatrici sul ponte di comando di SMS Macross Quarter. È una donna di poche parole.
Henry Gilliam (ヘンリー・ギリアム?, Henrī Giriamu)
Doppiatore: Takashi Ōhara
Un valente pilota, secondo al comando di Ozma Lee nello S.M.S. Skull Team. Ha perso la vita nel primo episodio della serie, difendendo la flotta del Macross Frontier dal primo attacco dei Vajra nel 2059.
Richard Bilrer (リチャード・ビルラー?, Richādo Birurā)
Doppiatore Tadashi Miyazawa
È un misterioso Zentradi, proprietario del corpo militare privato S.M.S. Nel suo corpo ci sono numerosi impianti artificiali, alcuni dei quali gli permettono di ricevere telefonate direttamente dentro se. Ha una passione per i modellini di treni, e sogna di interconnettere l'intero universo utilizzando il misterioso cristallo ottenuto dai vajra. Viene rivelato nell'ultimo episodio che il suo scopo è quello di incontrare la cantante Lynn Minmay.

### Esercito delle Nuove Nazioni Unite (N.U.N.S.)
Catherine Glass (キャサリン・グラス?, Kyasarin Gurasu)
Doppiata da Sanae Kobayashi
Secondo luogotenente del NUNS, e figlia del presidente Howard Glass, Catherine è tanto affascinante quanto intelligente ed in passato ha vinto il concorso Miss Macross. Fidanzata con Leon Mishima, all'insaputa del padre, in passato Catherine era stata legata a Ozma Lee, verso il quale nutre ancora dei sentimenti, ampiamente corrisposti. Nel finale della serie, dopo il colpo di Stato di Leon, Catherine si unisce all'equipaggio della Macross Quarter in esilio.
Howard Glass (ハワード・グラス?, Hawādo Gurasu)
Doppiato da Tomomichi Nishimura
Quarto presidente eletto del governo delle Nuove Nazioni Unite e direttore amministrativo della flotta di Macross Frontier. La sua amministrazione è responsabile per la creazione della flotta della colonia Frontier. È inoltre il padre di Catherine. Verrà ucciso nel ventesimo episodio, ucciso come parte del complotto orchestrato da Leon ai suoi danni.
Leon Mishima (レオン・三島?, Reon Mishima)
Doppiatore: Tomokazu Sugita
Fidatissimo braccio destro del presidente Glass e capo dello staff, Leon è un uomo calmo e composto, sembra essere al corrente di molte più cose dello stesso presidente. All'inizio della serie è fidanzato con Catherine Glass, ma il loro rapporto andrà scemando. Si scoprirà essere segretamente alleato di Grace O'Connor, con la quale mira ad operare un colpo di Stato all'interno del Frontier. Dopo la morte di Glass, effettivamente Leon diventerò il quinto presidente di Macross Frontier, e sarà responsabile della dichiarazione di guerra nei confronti dei vajrs, tuttavia verrà arrestato quando il capitano Wilder rivelerà agli ufficiali del NUNS la verità sul suo complotto.

### Altri personaggi
Grace O'Connor (グレイス・オコナー?, Gureisu Okonā)
Doppiatrice: Kikuko Inoue
Principale antagonista nella serie, all'inizio della serie Grace compare come manager della cantante Sheryl Nome, e successivamente anche di Ranka Lee. È dotata di impianti cibernetici che le consentono di interagire direttamente con computer ed apparecchiature elettroniche, si scoprirà presto che cospira segretamente con Leon Mishima (che però al tradirà, e tenterà invano di ucciderla) e Brera Sterne. Nel 2047, Grace O'Connor era una scienziata della centodiciassettesima flotta di ricerca e lavorava nel team della dottoressa Mao Nome, ed era riuscita a sopravvivere alla distruzione della flotta, quando i vajra attaccarono l'anno successivo. Successivamente continuerà a fare ricerche sull'infezione V-Type usando Sheryl Nome come inconsapevole cavia. Nel finale riuscirà a manomettere il sistema di comunicazioni dei vajra, utilizzando Ranka Lee, e muovendoli contro Macross Frontier, tuttavia il canto di Ranka e Sheryl Nome riuscirà a liberare i vajra dalla sua influenza. Nei film il suo ruolo è leggermente diverso, ed oltre a soccombere al tradimento di Leon, si mostrerà maggiormente legata nei confronti di Sheryl Nome.
Brera Sterne (ブレラ・スターン?, Burera Sutān)
Doppiatore: Sōichirō Hoshi
Misterioso pilota di un VF-27 scarlatto, Brera rivelerà di essere un cyborg particolarmente legato a Ranka, benché egli stesso non ricordi il perché. Grace O'Connor gli rivelerà che prima di essere trasformato in un cyborg era il fratello di Ranka Lee. Insieme alla sorella, Brera viaggerà sino al pianeta natale dei vajra, sotto l'influenza che ha su di lui Grace, per prepararsi al combattimento contro Macross Frontier.
Ai-kun (愛くん?, Ai-kun)
Ai-kun è il nome dato da Ranka ad un grazioso animaletto, casualmente trovato dalla ragazza e tenuto segreto a tutti, dato che è illegale tenere all'interno del Macross creature di origine sconosciuta che potrebbero distruggere il delicato equilibrio interno della nave. Si rivelerà essere una larva di vajra, che accompagnerà nel viaggio Ranka e Brera verso il pianeta natale della sua razza.
Ranzou Saotome (早乙女 嵐蔵?, Saotome Ranzō)
Doppiatore: Kenta Miyake
Padre di Alto e diciottesimo sōke della famiglia Saotome. È un uomo molto severo, che ha allenato il figlio nell'arte del kabuki, ed ha interrotto ogni rapporto con il figlio quando questo ha preferito fare il pilota.
Yasaburou Saotome (早乙女 矢三郎?, Saotome Yasaburō)
Doppiatore: Hirofumi Nojima
Apprendista presso Renzo Saotome, Alto si rivolge a lui come ad un fratello maggiore, benché di fatto non vi siano legami di sangue. Nonostante l'aspetto gentile ed i modi educati, è una persona insistente e testarda che compirà innumerevoli tentativi pur di riportare Alto a casa. È un attore molto talentuoso.

## Colonna sonora
| Canzone | Compositore      | Testo                                                     | Arrangiamento              | Debutto                                                                        | Cantante/i                                        |
| --- | ---------------- | --------------------------------------------------------- | -------------------------- | ------------------------------------------------------------------------------ | ------------------------------------------------- |
| Triangler (トライアングラー?) | Yōko Kanno       | Gabriela Robin                                            | Yōko Kanno                 | Sigla apertura, Episodio 19 (ED)                                               | Maaya Sakamoto                                    |
| Ai oboete imasu ka (愛・おぼえていますか?, Do You Remember Love?) | Kazuhiko Kato    | Kazumi Yasui                                              | Yōko Kanno                 | Deculture edition Ending Theme, Episodio 12 (ED), 18                           | Megumi Nakajima                                   |
| Aimo (アイモ?) | Yōko Kanno       | Gabriela Robin                                            | Yōko Kanno                 | Episodio 1, 3, 7 (ED), 8, 12, 14 (Ranshe & Ranka), 18, 21, 23, 24, 25 (Ranshe) | Megumi Nakajima, Maaya Sakamoto (episodi 14 & 25) |
| Aimo ~ Tori no Hito (アイモ～鳥のひと?, Aimo ~Bird Human) | Yōko Kanno       | Gabriela Robin, Maaya Sakamoto                            | Yōko Kanno                 | Episodio 10 (ED)                                                               | Megumi Nakajima                                   |
| Diamond Crevasse (ダイアモンド クレバス?) | Yōko Kanno       | hal                                                       | Yōko Kanno                 | Prima sigla finale, Episodi 6, 7, 20 (ED)                                      | May'n                                             |
| Iteza☆Gogo Kuji Don't be late (射手座☆午後九時Don't be late?, Sagittarius☆9pm Don't be late)                                                                                                   | Yōko Kanno       | Dai Satō, hal, Maiku Sugiyama, Gabriela Robin             | Yōko Kanno                 | Episodi 1, 7, 24                                                               | May'n                                             |
| What 'bout my star? | Yōko Kanno       | hal                                                       | Yōko Kanno                 | Episodi 1, 5                                                                   | May'n                                             |
| Totsugeki Love Heart (突撃ラブハート?, Charge! Love Heart) | Junki Kawauchi   | K. Inojo                                                  | Junki Kawauchi             | Episodi 2                                                                      | Fire Bomber                                       |
| SMS Shōtai no Uta ~Ano Musume wa Alien (SMS小隊の歌～あの娘はエイリアン?, SMS Platoon's Theme ~That Girl is an Alien)                                                                          | Yōko Kanno       | Shōji Kawamori                                            | Yōko Kanno                 | Episodio 4                                                                     | SMS Platoon                                       |
| Watashi no Kare wa Pilot -MISS MACROSS 2059- (私の彼はパイロット?, My Boyfriend is a Pilot) | Kentarō Haneda   | Akane Asa                                                 | Yōko Kanno, Hisaaki Hogari | Episodio 4                                                                     | Megumi Nakajima                                   |
| What 'bout my star?@Formo | Yōko Kanno       | hal                                                       | Yōko Kanno                 | Episodi 5 (Ranka), 15 (Sheryl & Ranka), 19 (Ranka)                             | May'n, Megumi Nakajima                            |
| Uchū Kyōdaibune (宇宙兄弟船?, Spaceship of Brothers) | Yōko Kanno       | Hiroshi Ichikura                                          | Yōko Kanno                 | Episodio 5                                                                     | Ichiro Dokugawa                                   |
| Infinity (インフィニティ?) | Yōko Kanno       | Yūho Iwasato                                              | Yōko Kanno                 | Episodio 7 (Infinity #7 version), 15                                           | May'n, Megumi Nakajima                            |
| Ninjiin Loves you yeah! (ニンジーン Loves you yeah!?, Carrot loves you yeah!) | Yōko Kanno       | Hiroshi Ichikura                                          | Yōko Kanno                 | Episodio 8                                                                     | Megumi Nakajima                                   |
| Neko Nikki (ねこ日記?, Cat Diary) | Yōko Kanno       | Hiroshi Ichikura                                          | Yōko Kanno                 | Episodi 9, 11 (ED), 12                                                         | Megumi Nakajima                                   |
| Chōjikuhanten Nyan-Nyan (「超時空飯店 娘娘」?, Super Dimension Chinese Restaurant Nyan-Nyan)                                                                                                   | Yōko Kanno       | Hiroyuki Yoshino                                          | Yōko Kanno                 | Episodio 1 (Lynn Minmay), 11 & 15 (Ranka Lee)                                  | Mari Iijima, Megumi Nakajima                      |
| Seikan Hikō (星間飛行?, Interstellar Flight) | Yōko Kanno       | Takashi Matsumoto                                         | Yōko Kanno                 | Episodi 12, 15, 17 (OP), 18, 19                                                | Megumi Nakajima                                   |
| Welcome To My Fan Club's Night! | Yōko Kanno       | hal                                                       | Yōko Kanno                 | Episodio 15                                                                    | May'n                                             |
| Diamond Crevasse 50/50 | Yōko Kanno       | hal                                                       | Yōko Kanno                 | Episodio 15                                                                    | May'n & Megumi Nakajima                           |
| Aimo O.C. | Yōko Kanno       | Gabriela Robin, Maaya Sakamoto                            | Yōko Kanno                 | Episodi 16, 20                                                                 | Megumi Nakajima                                   |
| Northern Cross (ノーザンクロス?) | Yōko Kanno       | Yūho Iwasato, Gabriela Robin                              | Yōko Kanno                 | Seconda sigla finale (Prima apparizione episodio 16), 22, 25                   | May'n                                             |
| MY SOUL FOR YOU | Yoshiki Fukuyama | K. Inojo                                                  | Junki Kawauchi             | Episodio 17                                                                    | Fire Bomber                                       |
| TRY AGAIN | Yoshiki Fukuyama | K. Inojo                                                  | Yasuyuki Tanaka            | Episodio 17                                                                    | Fire Bomber                                       |
| Lion (ライオン?) | Yōko Kanno       | Gabriela Robin                                            | Yōko Kanno                 | Seconda sigla d'apertura (Prima apparizione episodio 18)                       | May'n & Megumi Nakajima                           |
| Shinkū no Diamond Crevasse (真空のダイアモンド クレバス?, Empty Diamond Crevasse) | Yōko Kanno       | hal                                                       | Yōko Kanno                 | Episodio 20                                                                    | May'n                                             |
| Ao no Ether (蒼のエーテル?, Azure Ether) | Yōko Kanno       | Maaya Sakamoto                                            | Yōko Kanno                 | Episodio 21 (ED)                                                               | Megumi Nakajima                                   |
| Anata no Oto (アナタノオト?, Your Sound) | Yōko Kanno       | Anju Mana                                                 | Yōko Kanno                 | Episodi 19, 20, 25                                                             | Megumi Nakajima                                   |
| Yōsei (妖精?, Fairy) | Yōko Kanno       | Anju Mana, Gabriela Robin                                 | Yōko Kanno                 | Episodio 22                                                                    | May'n                                             |
| Ai Oboete Imasu ka ~ bless the little queen | Kazuhiko Kato    | Kazumi Yasui                                              | Yōko Kanno                 | Episodi 24, 25                                                                 | Megumi Nakajima                                   |
| Nyan Nyan Service Medley Featuring: Lion, Infinity, Watashi no Kare wa Pilot, Diamond Crevasse, Seikan Hikō, What 'bout my star?, Lion, Ai Oboete Imasu ka, Lion, Aimo (娘々サービスメドレー?) | Yōko Kanno       | Gabriela Robin, Yūho Iwasato, Dai Satō, hal, Kazumi Yasui | Yōko Kanno                 | Episodio 25                                                                    | May'n, Megumi Nakajima & Maaya Sakamoto           |
| Triangler (fight on stage) | Yōko Kanno       | Gabriela Robin                                            | Yōko Kanno                 | Episodio 25 (ED)                                                               | May'n & Megumi Nakajima                           |

## Episodi
| Nº | Titolo italiano Giapponese 「Kanji」 - Rōmaji | In onda                                              | In onda |
| Nº | Titolo italiano Giapponese 「Kanji」 - Rōmaji | Giapponese                                           |         |
| 1  | Close Encounter 「クロース・エンカウンター」 - Kurōsu Enkaunta- | 23 dicembre 2007 (preview) 3 aprile 2008 (broadcast) |         |
| 1  | L'idol Sheryl Nome arriva a Macross Frontier dalla spedizione coloniale Galaxy. Durante il suo concerto la flotta di Macross Frontier viene attaccata da alcuni alieni, i Vajra. Alto Saotome e Ranka Lee, presenti durante l'attacco, finiscono nel mezzo dello scontro tra uno degli alieni e un soldato dello squadrone S.M.S. |                                                      |         |
| 2  | Hard Chase 「ハード・チェイス」 - Hādo Cheisu | 10 aprile 2008                                       |         |
| 2  | Con lo scopo di proteggere se stesso e Ranka, Alto prende il controllo del caccia VF-25 Messiah dell'S.M.S, il cui pilota è stato ucciso. |                                                      |         |
| 3  | On Your Marks 「オン・ユア・マークス」 - On Yua Mākusu | 17 aprile 2008                                       |         |
| 3  | Dopo essere stato sottoposto ad interrogatorio ed esami da parte dell'esercito e dell'S.M.S, Alto incontra Ranka e Sheryl in uno dei punti panoramici della nave, proprio mentre sta avvenendo un nuovo attacco da parte di uno dei Vajra. L'alieno distrugge la cupola di protezione, così i tre sono costretti a rifugiarsi in uno dei rifugi di emergenza. Il capitano Ozma Lee e la sua squadra riescono a sconfiggere l'alieno, ma Ozma viene ferito gravemente e la cosa provoca un forte shock alla sua sorellastra Ranka. |                                                      |         |
| 4  | Miss Macross 「ミス・マクロス」 - Misu Makurosu | 24 aprile 2008                                       |         |
| 4  | Alto, che vuole entre a far parte dei piloti del S.M.S, deve effettuare un test per provare le sue capacità, ma durante questo i mezzi della compagnia privata verranno attaccati da un Vajra. Ozma mette al corrente Alto della verità sul passato di Ranka. Nel frattempo Ranka ha passato le selezioni per il concorso di bellezza Miss Macross e si prepara a cantare una canzone durante lo stesso, a cui Alto, nonostante la promessa fattale, non può assistere. |                                                      |         |
| 5  | Star Date 「スター・デイト」 - Sutā Deito | 1º maggio 2008                                       |         |
| 5  | Sheryl si è resa conto di aver perso uno dei suoi orecchini, un ricordo della madre, e convince Alto ad aiutarla nella ricerca. Alto le fa da guida in diverse navi della flotta Frontier, tra cui quelle abitate dagli Zentradi che Sheryl non ha mai avuto modo di vedere nella loro forma originale (gigante). Nel frattempo Ranka discute con il fratello Ozma della possibilità di divenire una cantante. |                                                      |         |
| 6  | Bye Bye Sheryl 「バイバイ・シェリル」 - Baibai Sheriru | 8 maggio 2008                                        |         |
| 6  | Ranka Lee è assunta da una piccola compagnia di produzioni, diretta da uno Zentradi. Nel frattempo Sheryl sta organizzando il suo ultimo concerto sulla Frontier, prima del ritorno sulla Galaxy, quando giunge la notizia che anche quest'ultima è stata attaccata dagli alieni. |                                                      |         |
| 7  | First Attack 「ファースト・アタック」 - Fāsuto Atakku | 15 maggio 2008                                       |         |
| 7  | Le forze della S.M.S., compresa l'astronave trasformabile SMS Macross Quarter, partono per cercare di salvare delle navi di scorta della Galaxy sotto attacco dei Vajra e per cercare di scoprire il destino toccato alla Galaxy. Con l'arrivo di una corazzata Vajra fa la sua comparsa anche il misterioso caccia VF-27, che viene notato da Alto e Luca. La corazzata Vajra dopo aver distrutto una delle navi sopravvissute della flotta Galaxy viene distrutta dal cannone della Macross Quarter. Nel frattempo Sheryl tiene il suo concerto live e la sua musica sembra essere in grado di trasferirsi, con una specie di risonanza, all'orecchino donato come portafortuna ad Alto. |                                                      |         |
| 8  | Highschool Queen 「ハイスクール・クイーン」 - Haisukūru Kuīn | 22 maggio 2008                                       |         |
| 8  | Ranka si trasferisce al liceo Mihoshi per essere capace di proseguire la sua carriera da cantante, ma la visita di Sheryl porta scompiglio nella scuola. |                                                      |         |
| 9  | Friendly Fire 「フレンドリー・ファイア」 - Furendorī Faia | 29 maggio 2008                                       |         |
| 10 | Legend of Zero 「レジェンド・オブ・ゼロ」 - Rejendo Obu Zero | 5 giugno 2008                                        |         |
| 11 | Missing Birthday 「ミッシング・バースデー」 - Misshingu Bāsudē | 19 giugno 2008                                       |         |
| 12 | Fastest Delivery 「ファステスト・デリバリー」 - Fasutesuto Deribarī | 26 giugno 2008                                       |         |
| 13 | Memory of Global 「メモリー·オブ·グローバル」 - Memorī obu Gurōbaru | 3 luglio 2008                                        |         |
| 14 | Mother's Lullaby 「マザーズ·ララバイ」 - Mazāzu Rarabai | 10 luglio 2008                                       |         |
| 15 | Lost peace 「ロスト·ピース」 - Rosuto Pīsu | 17 luglio 2008                                       |         |
| 16 | Ranka Attack 「ランカ·アタック」 - Ranka Atakku | 24 luglio 2008                                       |         |
| 17 | Goodbye, Sister 「グッバイ·シスター」 - Gubbai Shisutā | 3 luglio 2008                                        |         |
| 18 | Fold Fame 「フォールド･フェーム」 - Fōrido Fēmu | 7 agosto 2008                                        |         |
| 19 | Triangler 「トライアングラー」 - Toraiangurā | 14 agosto 2008                                       |         |
| 20 | Diamond Crevasse 「ダイアモンド·クレバス」 - Daiamondo Kurebasu | 21 agosto 2008                                       |         |
| 21 | Etere azzurro 「蒼のエーテル」 - Ao no ēteru | 28 agosto 2008                                       |         |
| 22 | Northern Cross 「ノーザン·クロス」 - Nōzan kurosu | 4 settembre 2008                                     |         |
| 23 | True Begin 「トゥルー·ビギン」 - Turū Bigin | 11 settembre 2008                                    |         |
| 24 | Last Frontier 「ラスト·フロンティア」 - Rasuto Furontia | 18 settembre 2008                                    |         |
| 25 | Il tuo suono 「ラスト·フロンティア」 - Anata no oto | 17 settembre 2008                                    |         |

## Adattamenti cinematografici
Sono stati prodotti due film cinematografici che ripercorrono la trama della serie con alcune variazioni nella storia. Il primo film è intitolato Macross Frontier the Movie: The False Songstress (マクロスF 虚空歌姫～イツワリノウタヒメ～?, Macross Frontier Gekijō-ban ~Itsuwari no Utahime~) ed è stato distribuito nelle sale il 21 novembre 2009. Il secondo film, Macross Frontier the Movie: The Wings of Goodbye (マクロスF 恋離飛翼～サヨナラノツバサ～?, Macross Frontier Gekijō-ban ~Sayonara no Tsubasa), è invece stato distribuito il 26 febbraio 2011. Il 20 ottobre 2012 è uscito il film Macross FB7: Ore no Uta o Kike! (マクロスFB7 銀河流魂 オレノウタヲキケ！?) che rappresenta un cross-over fra Macross Frontier e Macross 7.

## Accoglienza
In un sondaggio condotto nel 2018 dal sito web Goo Ranking, gli utenti giapponesi hanno votato i loro anime preferiti usciti nel 2008 e Macross Frontier è arrivato al quinto posto con 339 voti.